# Platylabus vibicariae
Platylabus vibicariae är en stekelart som beskrevs av Joseph Kriechbaumer 1888. Platylabus vibicariae ingår i släktet Platylabus och familjen brokparasitsteklar. Inga underarter finns listade i Catalogue of Life.